# Eliza Karley Hynes
Eliza Karley Hynes (* 29. Januar 1992 in Bendigo) ist eine australische Volleyball- und Beachvolleyballspielerin sowie Australian-Football-Spielerin.

## Karriere
Hynes spielte zunächst Netball und begann als Nachwuchsspielerin mit dem Volleyball in der Halle. Mit einem Stipendium ging sie 2009 zum Australian Institute of Sport in Adelaide. Dabei wechselte sie zum Beachvolleyball. Hynes nahm mit Taylor Donovan an der U19-Weltmeisterschaft 2009 in Alanya teil, schied aber früh aus. Ein Jahr später trat sie mit Taliqua Clancy beim gleichen Turnier in Porto an und gewann die Bronzemedaille. 2011 und 2012 absolvierte das Duo insgesamt drei Open-Turniere der FIVB World Tour. Außerdem spielte Hynes 2011 mit Clancy und 2012 mit Nicole Laird bei den U21-Weltmeisterschaften in Halifax.
Anschließend kehrte sie zurück zum Hallenvolleyball. Im März 2013 gab die Außenangreiferin bei einem Spiel in Vietnam ihr Debüt in der australischen Nationalmannschaft. Im gleichen Jahr wechselte sie zum finnischen Erstligisten OrPo Orivesi. Mit dem Verein wurde sie in der Saison 2013/14 nationale Vizemeisterin. Danach ging sie zurück nach Australien und spielte in der Mannschaft der Universität Melbourne, mit der sie 2015 australische Meisterin wurde. 2016/17 spielte Hynes beim deutschen Bundesligisten 1. VC Wiesbaden.
Von 2018 bis 2020 spielte Hynes Australian Football beim Collingwood Football Club.

## Auszeichnungen
- 2016: Nominierung für das All-Star-Team Australiens[3]